# Lijst van afleveringen van Ugly Betty
Dit is een lijst van afleveringen van de Amerikaanse televisieserie Ugly Betty. De serie telt vier seizoenen.

## Overzicht
| Seizoen | Aantal afleveringen | Uitgezonden Verenigde Staten    |  |
| ------- | ------------------- | ------------------------------- |  |
| 1       | 23                  | 28 september 2006 – 17 mei 2007 |  |
| 2       | 18                  | 27 september 2007 – 22 mei 2008 |  |
| 3       | 24                  | 25 september 2008 – 21 mei 2009 |  |
| 4       | 20                  | 9 oktober 2009 – 15 april 2010  |  |

## Seizoen 1 (2006)
| Nr. | Titel                                 | Schrijver(s)                                     | Regisseur          | Uitzenddatum Verenigde Staten |  |
| --- | ------------------------------------- | ------------------------------------------------ | ------------------ | ----------------------------- |  |
| 1 (1-01) | Pilot                                 | Silvio Horta                                     | Richard Shepard    | 28 september 2006             |  |
| Betty wordt door Bradford Meade aangenomen als secretaresse van zijn zoon Daniel. Die wil er alles aan doen dat haar eerste week meteen ook haar laatste is. |                                       |                                                  |                    |                               |  |
| 2 (1-02) | The Box and the Bunny                 | Silvio Horta                                     | Sheree Folkson     | 5 oktober 2006                |  |
| Betty gaat op zoek naar het ontwerp van het magazine, Bradford graaft in het privéleven van Fey. |                                       |                                                  |                    |                               |  |
| 3 (1-03) | Queens for a Day                      | Marco Pennette                                   | James Hayman       | 12 oktober 2006               |  |
| Betty kan dankzij haar contacten een beroemde fotograaf overhalen om voor Mode Magazine te werken. Bradford gaat op zoek naar Feys auto en Wilhelmina heeft een afspraakje. |                                       |                                                  |                    |                               |  |
| 4 (1-04) | Fey's Sleigh Ride                     | Sheila Lawrence                                  | Tricia Brock       | 19 oktober 2006               |  |
| Betty gaat samen met Marc en Amanda op zoek naar een spion, Daniel en Wilhelmina moeten tegen hun zin samenwerken en Justin brengt een bezoekje aan de Mode-redactie. |                                       |                                                  |                    |                               |  |
| 5 (1-05) | The Lyin', the Watch and the Wardrobe | Donald Todd                                      | Rodman Flender     | 26 oktober 2006               |  |
| Betty daagt als enige verkleed op voor Halloween op het werk en moet de gevolgen daarvan dragen. Daniel ontdekt dat zijn vader een affaire heeft gehad en bezoekt zijn moeder. |                                       |                                                  |                    |                               |  |
| 6 (1-06) | Trust, Lust, and Must                 | Cameron Litvack                                  | Jamie Babbit       | 2 november 2006               |  |
| Daniel valt voor Sofia Reyes (Salma Hayek), een collega uitgever. Hij vraagt aan Betty om meer over haar te weten te komen. Wilhelmina's dochter keert terug naar huis en Betty & Hilda krijgen onverwacht nieuws over hun vader. |                                       |                                                  |                    |                               |  |
| 7 (1-07) | After Hours                           | Dailyn Rodriguez                                 | James Hayman       | 9 november 2006               |  |
| Betty mag een hotel reviewen voor Mode. Sofia pikt de vergaderzaal in (tot ongenoegen van Daniel) en Wilhelmina probeert indruk te maken op een zakenman uit Texas. |                                       |                                                  |                    |                               |  |
| 8 (1-08) | Four Thanksgivings and a Funeral      | Marco Pennette                                   | Sarah Pia Anderson | 16 november 2006              |  |
| Daniel wordt verplicht om Thanksgiving te vieren met zijn familie ... en Sofia. Justin en Hilda krijgen bezoek van Santos, Justins vader en ze nodigen hem uit om te komen dineren. Wilhelmina probeert Thanksgiving te vieren met haar dochter. |                                       |                                                  |                    |                               |  |
| 9 (1-09) | Lose the Boss                         | Oliver Goldstick                                 | Ken Whittingham    | 23 november 2006              |  |
| Betty moet ingrijpen tijdens een fotoshoot wanneer de fotograaf er nogal rare ideeën op nahoudt. Daniel helpt Ignacio, Hilda en Justin met het versieren van de kerstboom. Ignacio krijgt problemen met zijn verblijfsvergunning. |                                       |                                                  |                    |                               |  |
| 10 (1-10) | Fake Plastic Snow                     | Veronica Becker & Sarah Kucserka                 | James Hayman       | 30 november 2006              |  |
| Betty weet niet meer voor wie ze moet kiezen: Walter of Henry. Daniel is erg verliefd op Sofia en denkt dat zij de ware is. Marc probeert Wilhelmina te overtuigen van zijn goede bedoelingen. Amanda probeert Betty's baan in te pikken. |                                       |                                                  |                    |                               |  |
| 11 (1-11) | Swag                                  | James D. Parriott                                | Tamra Davis        | 4 januari 2007                |  |
| Betty en Daniel moeten een Japanse modeontwerper ontvangen en dat loopt niet zoals gepland, zeker wanneer zijn vader zijn kredietkaarten annuleert. Christina kondigt aan dat de huidige garderobe van Mode weg moet en dat veroorzaakt een stormloop op de kleerkast. |                                       |                                                  |                    |                               |  |
| 12 (1-12) | Sofia's Choice                        | Silvio Horta                                     | Jeff Melman        | 11 januari 2007               |  |
| Sofia neemt een assistente aan die als twee druppels water op Betty lijkt. Ignacio krijgt een ambtenaar toegewezen die hem zal helpen met zijn verblijfsvergunning. |                                       |                                                  |                    |                               |  |
| 13 (1-13) | In or Out                             | Myra Jo Martino                                  | Michael Spiller    | 18 januari 2007               |  |
| Nadat zijn hart werd gebroken door Sofia, regelt Betty voor Daniel een afspraakje met een supermodel. Wilhelmina begint zich voor te bereiden op de grote onthulling die ze samen met de mysterieuze vrouw gepland heeft. Hilda begint voor haarzelf te werken. |                                       |                                                  |                    |                               |  |
| 14 (1-14) | I'm Coming Out                        | James D. Parriott                                | Wendey Stanzler    | 1 februari 2007               |  |
| Daniel huurt Hilda in, tot groot ongenoegen van Betty. Daniel maakt kennis met Alexis en Bradford wordt gearresteerd. |                                       |                                                  |                    |                               |  |
| 15 (1-15) | Brothers                              | Shelia Lawrence                                  | Lev L. Spiro       | 8 februari 2007               |  |
| De terugkeer van Alex(is) zorgt voor heel wat beroering. Henry vraagt Betty uit. Santos wil een actievere rol spelen in Justins leven. |                                       |                                                  |                    |                               |  |
| 16 (1-16) | Derailed                              | Cameron Litvack                                  | James Hayman       | 15 februari 2007              |  |
| Een sneeuwstorm treft New York en stuurt Christina's plannen in de war. Betty en Walter maken een einde aan hun relatie. Maar net nu Henry haar wil uitvragen, daagt zijn vriendin Charlie op. Betty verdenkt Claire ervan Fey omver te hebben gereden. Alexis besluit om samen met haar broer Mode Magazine te leiden, tot woede van Wilhelmina.                                                                |                                       |                                                  |                    |                               |  |
| 17 (1-17) | Icing on the Cake                     | Dailyn Rodriguez                                 | Jeff Melman        | 15 maart 2007                 |  |
| Betty vraagt haar orthodontist mee uit naar het feestje van Henry en Charlie. Wilhelmina probeert tweedracht te zaaien tussen Alexis en Daniel. Daniel huurt Grace Chin (Lucy Liu) in en probeert dat voor Alexis verborgen te houden. Alexis zorgt er ondertussen voor dat haar vader nog wat langer in de gevangenis blijft.                                                                                   |                                       |                                                  |                    |                               |  |
| 18 (1-18) | Don't Ask, Don't Tell                 | Sarah Kucserka, Veronica Becker & Marco Pennette | Tricia Brock       | 22 maart 2007                 |  |
| Marc vraagt aan Betty om zich voor te doen als zijn vriendin wanneer zijn moeder op bezoek komt. Daniel en Alexis worden door hun moeder verplicht samen te werken. |                                       |                                                  |                    |                               |  |
| 19 (1-19) | Punch Out                             | Oliver Goldstick                                 | Miguel Arteta      | 19 april 2007                 |  |
| Betty probeert Daniel op het rechte pad te houden. Hij gaat ondertussen liever feesten dan werken, en dat maakt haar opdracht er niet makkelijk op. Iedereen gaat op zoek naar Feys geheime dagboeken. |                                       |                                                  |                    |                               |  |
| 20 (1-20) | Petra-Gate                            | Harry Werksman & Gabrielle Stanton               | Paul Lazarus       | 26 april 2007                 |  |
| Daniel wordt gechanteerd door een minderjarig model en haar moeder. Alexis wordt voor de eerste keer als vrouw uitgevraagd. Amanda probeert voor een homoseksuele ontwerper een afspraak te regelen met Wilhelmina. |                                       |                                                  |                    |                               |  |
| 21 (1-21) | Secretaries' Day                      | Henry Alonso Myers                               | Victor Nelli Jr.   | 3 mei 2007                    |  |
| Betty moet een feestje organiseren, maar ondertussen heeft haar vader nog steeds problemen met zijn verblijfsvergunning. Alexis denkt na over het voorstel van Rodrigo om naar Brazilië te verhuizen. Wilhelmina doet er alles aan om de macht over Mode Magazine in handen te krijgen. |                                       |                                                  |                    |                               |  |
| 22 (1-22) | A Tree Grows in Guadalajara           | Tracy Poust & Jon Kinnally                       | Lev L. Spiro       | 10 mei 2007                   |  |
| De hele familie reist naar Mexico om ervoor te zorgen dat Ignacio een visa krijgt voor de Verenigde Staten. Betty gaat er op zoek naar haar grootmoeder langs moeders kant. Marc is jaloers op Amanda's nieuwste verovering. |                                       |                                                  |                    |                               |  |
| 23 (1-23) | East Side Story                       | Silvio Horta & Marco Pennette                    | James Hayman       | 17 mei 2007                   |  |
| Betty en Henry beleven passionele tijden, tot Charlie aankondigt dat ze zwanger is. Henry en Charlie keren samen terug naar Arizona, maar Betty ontdekt dat Charlie hem bedrogen heeft en het kind misschien niet van hem is. Wilhelmina bereidt haar huwelijk met Bradford voor. Santos wordt neergeschoten tijdens een overval en Claire ontsnapt uit de gevangenis. Alexis en Daniel hebben een auto-ongeval. |                                       |                                                  |                    |                               |  |

## Seizoen 2 (2007)
| Nr. | Titel                           | Schrijver(s)                         | Regisseur         | Uitzenddatum Verenigde Staten |  |
| --- | ------------------------------- | ------------------------------------ | ----------------- | ----------------------------- |  |
| 24 (2-01) | How Betty Got Her Grieve Back   | Silvio Horta & Marco Pennette        | James Hayman      | 27 september 2007             |  |
| Betty's leven is een chaos en mist Henry heel erg, maar wil dat niet toegeven. Amanda is gechoqueerd nu ze weet dat Fey haar moeder is en doet niets anders meer dan eten. Wilhelmina misbruikt het ongeval van Daniel en Alexis om haarzelf in de schijnwerpers te zetten. Hilda en Justin moeten door met hun leven nu Santos er niet meer is. |                                 |                                      |                   |                               |  |
| 25 (2-02) | Family/Affair                   | Bill Wrubel                          | Victor Neili, Jr. | 4 oktober 2007                |  |
| Bradford profiteert van het geheugenverlies van Alexis om de familiegeschiedenis te herschrijven. Betty en Christina betrappen Wilhelmina met haar bodyguard in bed. Ignacio krijgt bezoek van iemand uit zijn verleden. Amanda krijgt haar deel van de erfenis van Fey. |                                 |                                      |                   |                               |  |
| 26 (2-03) | Betty's Wait Problem            | Jon Kinnally & Tracy Poust           | Tricia Brock      | 11 oktober 2007               |  |
| Henry keert terug, maar Betty heeft ondertussen Gio leren kennen. Claire gaat op zoek naar Wilhelmina en wil Bradford spreken. |                                 |                                      |                   |                               |  |
| 27 (2-04) | Grin and Bear It                | Sarah Kucserka & Veronica Becker     | Tucker Gates      | 18 oktober 2007               |  |
| Betty besluit om een cursus journalistiek te volgen. Daniel wordt onder druk gezet door een adverteerder om Alexis te ontslaan. Henry helpt Justin met zijn huiswerk en Amanda ontdekt een aantal van Wilhelmina's geheimen. |                                 |                                      |                   |                               |  |
| 28 (2-05) | A League of Their Own           | Sheila Lawrence                      | Wendey Stanzler   | 25 oktober 2007               |  |
| Betty gaat (op aanraden van Christina) op zoek naar een date via het internet. Marc voelt zich aangetrokken tot Cliff, een fotograaf voor Mode Magazine. Daniel en Alexis moeten een familiediner met Bradford en Wilhelmina bijwonen en Hilda ziet niet dat het met Justin van kwaad naar erger gaat. |                                 |                                      |                   |                               |  |
| 29 (2-06) | Something Wicked This Way Comes | Henry Alonso Myers                   | Wendey Stanzler   | 1 november 2007               |  |
| Betty en Henry gaan stiekem op date (naar de musical "Wicked"), maar worden toch door iedereen betrapt. Daniel probeert ondertussen nieuwe adverteerders te vinden en gaat daarvoor heel ver. |                                 |                                      |                   |                               |  |
| 30 (2-07) | A Nice Day for a Posh Wedding   | Silvio Horta & Marco Pennette        | James Hayman      | 8 november 2007               |  |
| Wilhelmina bereidt zich voor op haar huwelijk maar krijgt het op haar zenuwen door Victoria Beckham, haar bruidsmeisje, die veel meer aandacht krijgt dan zij op haar huwelijksdag. Christina's man Stuart daagt ineens op. Betty wil Daniel vertellen over Wilhelmina's ontrouw, maar kan dat niet doen omdat haar vader nog geen Amerikaans staatsburger is. |                                 |                                      |                   |                               |  |
| 31 (2-08) | I See Me, I.C.U.                | Bill Wrubel                          | Rodman Flender    | 15 november 2007              |  |
| Wilhelmina wil nog altijd trouwen met Bradford, ook al ligt hij in het ziekenhuis. Betty probeert het terug goed te maken met Daniel. Henry helpt Betty om Mode Magazine te redden. Op zijn sterfbed vraagt Bradford aan Betty om voor zijn zoon te zorgen als hij er niet meer is. |                                 |                                      |                   |                               |  |
| 32 (2-09) | Giving Up The Ghost             | Charles Pratt, Jr.                   | Gary Winnick      | 22 november 2007              |  |
| Wilhelmina neemt wraak door een virus los te laten op het computernetwerk van Mode. Iedereen schakelt een tandje bij en zelfs Amanda levert haar bijdrage. Alleen de cover en de deadline vormen een probleem: de foto's zijn weg, het fotomodel zit in rehabilitatie en de drukker wil het drukproces niet vertragen. Maar dankzij Alexis overtuigingskracht bij de drukker en Daniels idee voor een cover ter ere van zijn vader, krijgen ze het magazine toch nog op tijd klaar. |                                 |                                      |                   |                               |  |
| 33 (2-10) | Bananas for Betty               | Jon Kinally & Tracy Poust            | Michael Spiller   | 6 december 2007               |  |
| Henry, Betty, Gio en Hilda gaan samen uit. Wilhelmina probeert haar eigen magazine te lanceren. Ze zoekt het geld voor haar eigen magazine 'Slater' bij haar vader, maar die "herkent" zijn eigen dochter niet meer en weigert te investeren in haar magazine. Wilhelmina laat zich niet zomaar aan de kant schuiven: als ze het geld voor haar magazine niet van haar vader krijgt, dan zoekt ze het geld via een groep van investeerders. Maar die zijn niet zo snel gewonnen voor dat idee: Wilhelmina heeft haar imago tegen. Ze probeert dan haar imago op te krikken door met een cameraploeg in de straten van de stad haar oude afdankertjes uit te delen. Dit kan de investeerders overtuigen, maar Wilhelmina begaat dan zelf een kapitale fout: ze pikt de taxi in van Betty White, een van de Golden Girls. Heel het voorval wordt gefilmd en doet haar imago nog meer schade aan. Als Betty White er dan mee instemt om voor het oog van de camera's Wilhelmina's excuses te aanvaarden, lijkt het toch nog goed te komen. Maar Betty White gebruikt de situatie om haar eigen carrière te herlanceren: ze schildert Wilhelmina af als een monster- waardoor ze de investeerders definitief verliest. En nog geeft Wilhelmina zich niet gewonnen: ze heeft (in het lijkenhuis) een aantal spermacellen van Bradford laten invriezen en wil zich nu laten bevruchten. |                                 |                                      |                   |                               |  |
| 34 (2-11) | Zero Worship                    | Dawn DeKeyser                        | Ron Underwood     | 10 januari 2008               |  |
| Amanda is ondertussen nog altijd op zoek naar haar vader, en ten einde raad zoekt ze hulp bij een waarzegger. Ze 'vindt' zo haar vader: Gene Simmons van de band KISS. Wilhelmina kan niet zwanger worden, want haar baarmoeder zou het kind onmiddellijk afstoten. Ze moet dan een draagmoeder zoeken voor haar baby, en vindt een slachtoffer in Christina. Haar man Stuart is ernstig ziek, en is naar New York gekomen voor een experimentele therapie, maar heeft geen geld om deze te betalen. Christina belooft hem te helpen en wordt verplicht Wilhelmina's voorstel te aanvaarden. |                                 |                                      |                   |                               |  |
| 35 (2-12) | Odor in the Court               | Bill Wrubel                          | Victor Neili, Jr. | 17 januari 2008               |  |
| Betty krijgt Claire Meades parfum, omdat Claire vindt dat Betty het beter kan gebruiken dan zij. Zij zit immers in de gevangenis. Betty gebruikt het parfum, niet wetende dat er het gif van een gifkikker in vermengd is. Ze geraakt hierdoor zo van de kook en hyperactief - zo erg zelfs dat ze Gio's etalage aan diggelen gooit - en probeert Amanda (Amanda vindt pagina's uit Feys geheime dagboek). Deze dagboekpagina's pleiten Claire Meade vrij (Fey had gif in haar parfum gemengd, zodat zij ongemerkt zichzelf zou vergiftigen. Claire heeft Fey dan vermoord onder invloed van het gif, maar Amanda houdt het bewijs achter want Claire heeft haar moeder vermoord) te overtuigen het dagboek af te geven. Die weigert nog steeds - totdat Marc op Amanda inpraat. Claire Meade wordt vrijgesproken en zo is de hele familie weer verenigd. Wilhelmina wil lid worden van de familie Meade en heeft daar heel veel voor over. |                                 |                                      |                   |                               |  |
| 36 (2-13) | A Thousand Words Before Friday  | Sheila Lawrence & Henry Alonso Myers | Matt Shakman      | 24 januari 2008               |  |
| Claire Meade wil haar leven een nieuwe wending geven en besluit een magazine voor de "actieve 50 plusser" op de markt te brengen: Hot Flash. Alexis en Daniel zijn niet enthousiast over dat idee en willen maar beperkt bijdragen aan het nieuwe magazine, dus investeert Claire zelf ook in haar eigen magazine: ze betaalt haar redactie uit eigen zak, en die bestaat uit ex-gedetineerden. Wilhelmina wil ondertussen niet dat haar zus Renee een relatie begint met Daniel. Ze waarschuwt Daniel voor Renee (die blijkbaar een psychiatrisch verleden heeft), maar die gelooft haar niet. Renee ontdekt dan dat de baby die Christina draagt eigenlijk het kind is van Bradford (en Wilhelmina dit allemaal gepland heeft), en chanteert haar zus hiermee: Wilhelmina moet Renee en Daniel met rust laten, anders vertelt ze alles aan de politie (ze heeft Marcs bekentenis opgenomen). Maar Wilhelmina kan dit niet laten gebeuren: ze laat Marc Renees medicatie wisselen, zodat haar psychoses weer de bovenhand kunnen nemen. Amanda en Marc denken Gene Simmons gevonden te hebben. |                                 |                                      |                   |                               |  |
| 37 (2-14) | Twenty Four Candles             | Sarah Kucserka & Veronica Becker     | Michael Spiller   | 24 april 2008                 |  |
| Betty wordt 24 en wil een perfecte verjaardag beleven met Henry. Maar Charlie gooit roet in het eten en het is Gio die van haar verjaardag een droomdag maakt. Daniel gaat nog steeds uit met Renée en Christina moet uitrusten in Wilhelmina's appartement. |                                 |                                      |                   |                               |  |
| 38 (2-15) | Burning Questions               | Henry Alonso Myers                   | Matt Shakman      | 1 mei 2008                    |  |
| Renees psychoses steken de kop op: ze belt constant naar Betty om Daniel te bereiken- die hier helemaal gek van wordt. Wilhelmina wil Renee zo snel mogelijk zien verdwijnen en doet er nog een schepje bovenop: ze nodigt Renee uit in het restaurant waar de vorige keer haar stoppen zijn doorgeslagen. Het wordt zelfs zo erg dat Renee Betty verdenkt verliefd te zijn op Daniel- die hier nog in trapt ook. Betty gaat ondertussen met Christina op zoek naar meer informatie over Renee in Wilhelmina's appartement. Ze vinden een dossier over Rhonda Slater (Renees echte naam), waarin staat dat zij haar vriend heeft vermoord na een jaloers aanval (ze had zijn appartement in brand gestoken). Betty spoedt zich dan naar Daniels appartement, maar Daniel is er niet- Renee wacht haar op. Ze wil wraak nemen op Betty: zij is er verantwoordelijk voor dat Renee Daniel niet veel ziet, omdat Betty zelf verliefd is op Daniel volgens haar. Door de vele kaarsen in het appartement ontstaat er brand. Betty kan Renee nog net op tijd overtuigen van haar goede bedoelingen en kan het appartement nog net redden. Maar voor Renee is het te laat: zij wordt terug opgenomen in een instelling. Daniel valt dan weer in zijn oude gewoonten en flirt er op los: zelfs als hij naar een psycholoog gaat om erover te babbelen, kan hij zich niet bedwingen. Na een gesprek met Ignacio krijgt hij weer vat op zichzelf en gaat weer aan het werk. Hilda krijgt bezoek van Gina Gambarro. |                                 |                                      |                   |                               |  |
| 39 (2-16) | Betty's Baby Bump               | Dawn DeKeyser & Bill Wrubel          | Linda Mendoza     | 8 mei 2008                    |  |
| Betty organiseert een feestje voor Charlie en de baby. Hilda maakt kennis met de sportleraar van Justin. Wilhelmina plant haar triomfantelijke terugkeer naar Mode magazine: als de echografie van Christina goed is, dan kan ze terug beginnen te werken bij het magazine. Christina ontdekt echter dat de baby in haar buik de baby is van Wilhelmina en Bradford. Ze vlucht naar Stuart, haar man, die haar aanraadt haar geheim te exploiteren: waarom Wilhelmina niet nog wat geld afhandig maken? Christina wil dit niet: ze wil dat Wilhelmina voor eenmaal in haar leven nadenkt over iemand anders en ervoor zorgt dat de baby alles krijgt wat hem/haar toekomt. |                                 |                                      |                   |                               |  |
| 40 (2-17) | The Kids Are All Right          | Brian Tanen                          | Wendy Stanzler    | 15 mei 2008                   |  |
| Betty mist Henry en Gio probeert haar op te beuren. Hilda probeert de aandacht van Coach Diaz te trekken en Amanda stemt toe om met haar vader een reality show te doen. Nu Wilhelmina weet dat alles in orde is met de baby, kan ze haar plannen verder zetten: ze valt binnen op een vergadering tussen Claire, Daniel en Alexis en maakt haar zwangerschap wereldkundig. |                                 |                                      |                   |                               |  |
| 41 (2-18) | Jump                            | Silvio Horta                         | Victor Neili, Jr. | 22 mei 2008                   |  |
| Betty wordt door zowel Gio als Henry voor een keuze gesteld: Gio wil haar meenemen op reis naar Italië en Henry vraagt haar ten huwelijk. Wilhelmina krijgt meteen een aantal kansen om Daniel schaakmat te zetten. Eerst onderbreekt ze Daniels presentatie voor een belangrijke klant (waardoor Daniel in een slecht daglicht komt te staan bij Alexis). Dan staat er opeens een kleine jongen (uit Frankrijk) bij Mode aan de balie, die beweert dat Daniel zijn vader is (zijn moeder is onlangs overleden). Daniel gelooft de jongen niet en wijst hem af. Wilhelmina hoort dit verhaal en vraagt de jongen om met haar te gaan eten. Ze verwittigt de pers en laat de jongen als een bedelaar door New York slenteren, zodat het lijkt alsof Daniel een monster is. Dit doet Daniels imago nog meer schade aan en dat is het moment waarop Wilhelmina haar slag slaat: ze stapt naar Alexis en herinnert haar aan hun originele plan- Alexis de leiding van het bedrijf, Wilhelmina hoofdredactrice van Mode. En Alexis stemt toe: ze stuurt Daniel op vakantie om hem daarna te herpositioneren binnen het bedrijf, Wilhelmina wordt hoofdredactrice... |                                 |                                      |                   |                               |  |

## Seizoen 3 (2008)
| Nr. | Titel                                       | Schrijver(s)               | Regisseur          | Uitzenddatum Verenigde Staten |  |
| --- | ------------------------------------------- | -------------------------- | ------------------ | ----------------------------- |  |
| 42 (3-01) | The Manhattan Project                       | Silvio Horta               | Victor Neili, Jr.  | 25 september 2008             |  |
| Betty besluit om het aanbod van Henry en dat van Gio naast zich neer te leggen en gaat alleen op vakantie. Wanneer ze terugkomt, heeft zo ook beslist om alleen te gaan wonen- tot ongenoegen van haar vader. Wilhelmina neemt het leiderschap van Daniel over en regeert met ijzeren hand over Mode Magazine. Daniel krijgt de leiding over een ander magazine en Betty volgt hem. Ignacio vindt een baan in een lokaal hamburgerrestaurant.                                                                                                  |                                             |                            |                    |                               |  |
| 43 (3-02) | Filing for the Enemy                        | Joel Fields                | Michael Spiller    | 2 oktober 2008                |  |
| Wilhelmina biedt Betty een baan aan als haar assistente. Marc is jaloers. Daniel probeert zijn zoon bij hem te houden en Hilda en Coach Diaz zetten een nieuwe stap in hun relatie. |                                             |                            |                    |                               |  |
| 44 (3-03) | Crimes of Fashion                           | Henry Alonso Myers         | Victor Neili, Jr.  | 9 oktober 2008                |  |
| Christina wordt van de trap geduwd en iedereen is een verdachte. Betty, Amanda en Marc gaan op zoek naar de dader. Ignacio ontdekt dat Coach Diaz nog getrouwd is en Alexis doet een schokkende mededeling. |                                             |                            |                    |                               |  |
| 45 (3-04) | Betty Suarez Land                           | Chris Black                | Michael Spiller    | 16 oktober 2008               |  |
| Gio keert terug uit Italië maar wil niets meer met Betty te maken hebben. Daniel krijgt het moeilijk wanneer zijn moeder hem iets shockerend vertelt. |                                             |                            |                    |                               |  |
| 46 (3-05) | Granny Pants                                | Sheila Lawrence            | Fred Savage        | 23 oktober 2008               |  |
| Kimmie (Lindsay Lohan) vraagt hulp aan Betty bij het zoeken naar een baan. Zeer tegen Betty's zin in geeft Daniel haar een baan bij Mode. Justin doet auditie voor een musical. |                                             |                            |                    |                               |  |
| 47 (3-06) | Ugly Berry                                  | Bill Wrubel                | Ron Underwood      | 30 oktober 2008               |  |
| Kimmie probeert Betty in een slecht daglicht te zetten. Ignacio gaat voor de eerste keer zijn stem uitbrengen en Hilda profiteert van de verkiezingen om reclame te maken voor haar zaak. Wilhelmina en Daniel moeten op zoek naar een CFO. |                                             |                            |                    |                               |  |
| 48 (3-07) | Crush'd                                     | Tracy Poust & Jon Kinnally | Victor Neili, Jr.  | 6 november 2008               |  |
| Betty probeert de aandacht van haar overbuur Jessy te wekken. Amanda trekt in bij Betty en Cliff vraagt aan Marc om te gaan samenwonen. |                                             |                            |                    |                               |  |
| 49 (3-08) | Tornado Girl                                | Peter Elkoff               | John Terlesky      | 13 november 2008              |  |
| Betty krijgt een grote verantwoordelijkheid van Daniel. Maar wanneer alles misloopt, tracht ze hem op allerlei manieren te pakken te krijgen. Hilda probeert een licentie voor haar zaak te krijgen. |                                             |                            |                    |                               |  |
| 50 (3-09) | When Betty Met YETI                         | Brian Tanen                | Victor Neili, Jr.  | 20 november 2008              |  |
| Betty en Marc willen zich alle twee inschrijven voor "YETI", een cursus journalistiek voor jonge mensen. Maar er is maar plaats voor een van hen. Daniel voelt zich aangetrokken tot Molly en Wilhelmina probeert Connors aandacht te trekken. |                                             |                            |                    |                               |  |
| 51 (3-10) | Bad Amanda                                  | Chris Black                | John Putch         | 4 december 2008               |  |
| Amanda en Betty moeten samenwerken voor een artikel voor de website van Mode, ModeNY.com. |                                             |                            |                    |                               |  |
| 52 (3-11) | Dressed for Success                         | Cara DiPaolo               | Matt Shakman       | 8 januari 2009                |  |
| Betty probeert indruk te maken op haar idool, uitgever Jodie Papadakis (Bernadette Peters), die ook YETI leidt. Ondertussen probeert ze te schipperen tussen haar familie en haar werk, en dat is niet altijd even makkelijk. De rivaliteit tussen Mode Magazine en ELLE Magazine laait weer hoog op. Ignacio heeft een hartaanval. |                                             |                            |                    |                               |  |
| 53 (3-12) | Sisters on the Verge of a Nervous Breakdown | Henry Alonso Myers         | Lee Shallat-Chemel | 22 januari 2009               |  |
| Een familiecrisis zorgt voor een ruzie tussen Betty en Hilda. Daniel & Molly en Connor & Wilhelmina proberen hun relaties geheim te houden. |                                             |                            |                    |                               |  |
| 54 (3-13) | Kissed Off                                  | David Grubstick            | Rose Troche        | 5 februari 2009               |  |
| Betty neemt een beslissing om zo haar familie te helpen. Maar ze wordt afgeleid door haar buurman Jesse, die weer interesse in haar toont. Ondertussen wordt Daniel zenuwachtig wanneer Connor op zoek gaat naar Molly's nieuwe geheime liefde. |                                             |                            |                    |                               |  |
| 55 (3-14) | The Courtship of Betty's Father             | Peter Elkoff               | John Terlesky      | 12 februari 2009              |  |
| Betty maakt voor Claire Meades 60ste verjaardag een onthullende videoreportage, maar ze legt zo ook enkele andere dingen bloot. En de videocamera legt nog meer dingen vast wanneer Betty per ongeluk de camera aanlaat bij haar vader thuis en zo enkele geheimen van haar vader onthult. Daniel en Wilhelmina moeten leren omgaan met het feit dat ze niet meer single zijn. |                                             |                            |                    |                               |  |
| 56 (3-15) | There's No Place Like Mode                  | Sheila Lawrence            | Bethany Rooney     | 19 februari 2009              |  |
| Fashion Week zorgt voor chaos op de redactie van Mode, en Betty moet 2 zaken tegelijkertijd doen: een modeshow organiseren (voor een nogal bizarre nieuwe modeontwerper genaamd Heinrich) en een opdracht voor YETI, waarvoor ze moet samenwerken met Matt (Daniel Eric Gold), die voor een sportmagazine werkt. Wilhelmina vreest dat ze haar voeling met de modewereld aan het verliezen is nu ze veel tijd spendeert met Conner. Daniel geeft Molly een volledige make-over cadeau en Christina bevalt van Wilhelmina's baby op de catwalk. |                                             |                            |                    |                               |  |
| 57 (3-16) | Things Fall Apart                           | Henry Alonso Myers         | Tom Verica         | 26 februari 2009              |  |
| Betty doet een verrassende ontdekking wanneer ze, samen met Marc, de boekhouding van Mode moet doornemen voor YETI. Ondertussen toont Matt meer en meer interesse in haar en via Facebook laat Henry iets belangrijks weten. |                                             |                            |                    |                               |  |
| 58 (3-17) | Sugar Daddy                                 | Brian Tanen                | David Warren       | 5 maart 2009                  |  |
| Wanneer hun huisbaas hun huisje wil verkopen, probeert de hele familie Suarez geld bijeen te sprokkelen om het te kunnen kopen. Ignacio doet zelfs mee aan een kookwedstrijd op televisie om het geld te verzamelen. Wilhelmina en de redactie van Mode proberen ondertussen Connors fraude te verwerken. |                                             |                            |                    |                               |  |
| 59 (3-18) | A Mother of a Problem                       | Bill Wrubel                | Matthew Diamond    | 12 maart 2009                 |  |
| Betty maakt kennis met Matts moeder (Christine Baranski) maar niet alles loopt zoals ze het gepland had. Wilhelmina zoekt creatieve oplossing voor een financieel probleem. Daniel probeert zijn relatie met Molly recht te trekken en de familie Suarez probeert Hilda te koppelen aan Archie (Ralph Macchio), een jonge politieker uit de buurt. |                                             |                            |                    |                               |  |
| 60 (3-19) | The Sex Issue                               | Cara DiPaolo               | Victor Nelli, Jr.  | 19 maart 2009                 |  |
| Daniel & Wilhelmina hopen dat een uitgave van Mode over seks hen geen windeieren zal leggen. Betty wil in haar relatie met Matt een nieuwe stap zetten, maar hij wil niet. Marc & Amanda geven Betty dan een volledige make-over en Hilda weet niet of ze haar relatie met Archie wil verder zetten. |                                             |                            |                    |                               |  |
| 61 (3-20) | Rabbit Test                                 | Chris Black                | Richard Heus       | 30 april 2009                 |  |
| De politie komt de bezittingen van Meade Publications in beslag nemen. Daniel & Betty nemen een drastische beslissing. Christina verneemt dat Wilhelmina's baby weleens haar biologische zoon zou kunnen zijn. Matt doet Betty een gewichtig voorstel wanneer de hele familie Suarez kennismaakt met Matts vader op zijn jaarlijkse paaseierenjacht. |                                             |                            |                    |                               |  |
| 62 (3-21) | The Born Identity                           | Steven Ross                | John Terlesky      | 7 mei 2009                    |  |
| Miljardair Calvin Hartley (David Rasche) wil Mode van het nodige krediet voorzien om de ondergang te voorkomen. William, Wilhelmina's baby, wordt ontvoerd en Betty wordt betrokken in het drama. Archie wil dat Hilda meedoet in zijn politieke campagne. |                                             |                            |                    |                               |  |
| 63 (3-22) | In The Stars                                | Sheila Lawrence            | Paul Holahan       | 14 mei 2009                   |  |
| Betty moet samenwerken met Matt en Marc voor hun laatste (en belangrijkste) project voor YETI: een fotoshoot met zangeres Adele. Maar Matt brengt het hele project in gevaar. Ondertussen hangt er liefde in de lucht, want er worden maar liefst 2 huwelijksaanzoeken gedaan. Slechts 1 ervan zal echt doorgaan. Claire & Wilhelmina kwebbelen over hun posities binnen Mode en Matts moeder (Christine Baranski) vraagt aan Betty om iets voor haar te doen.                                                                                 |                                             |                            |                    |                               |  |
| 64 (3-23) | Curveball                                   | Tracy Poust & Jon Kinnally | Victor Nelli, Jr.  | 21 mei 2009                   |  |
| Net wanneer Betty beslist om te gaan samenwonen met Matt, keert Henry terug voor een bezoekje aan de stad en moet Betty toegeven dat ze nog altijd iets voelt voor hem. Ondertussen wachten Betty en Marc (na een serie test interviews voor YETI) op hun uitslag. De media springt op Daniel nu hij een brave huisvader is geworden en Wilhelmina brengt een bezoekje aan Victoria Hartley (Matts moeder) om meer te weten te komen over de relatie tussen Claire Meade en haar ex-man Cal.                                                   |                                             |                            |                    |                               |  |
| 65 (3-24) | The Fall Issue                              | Silvio Horta               | Tom Verica         | 21 mei 2009                   |  |
| Nadat een van de Mode redacteurs overlijdt, strijden Marc en Betty voor diens plaats in de redactie. Wilhemina chanteert Claire met de informatie die ze van Victoria heeft gekregen. Matt is jaloers op Henry en laat dat duidelijk merken en Justin wacht met spanning af of hij is toegelaten op de toneelschool. |                                             |                            |                    |                               |  |

## Seizoen 4 (2009)
| Nr. | Titel                             | Schrijver(s)                           | Regisseur         | Uitzenddatum Verenigde Staten |  |
| --- | --------------------------------- | -------------------------------------- | ----------------- | ----------------------------- |  |
| 66 (4-01) | The Butterfly Effect, Deel I      | Henry Alonso Myers & Sheila Lawrence   | John Terlesky     | 16 oktober 2009               |  |
| Betty ondervindt dat alles anders is sinds ze werkt als redactrice voor Mode, zeker nu haar ex Matt haar baas is. Het wordt er niet makkelijker op nu haar collega Megan (Smith Cho), met wie ze een kantoor moet delen, haar niet kan uitstaan en Marc haar constant ondermijnt omdat hij de baan niet heeft gekregen. Daniel is ondertussen nog altijd in rouw na de dood van Molly. Justin gaat naar een nieuwe school en wordt er meteen gepest door een paar oudere studenten- iets wat hij niet aan Hilda wil vertellen. Wilhelmina heeft ondertussen iemand op bezoek, maar wil niet vertellen aan Marc wie- wat hem gek maakt.                                                                            |                                   |                                        |                   |                               |  |
| 67 (4-02) | The Butterfly Effect, Deel II     | Henry Alonso Myers & Sheila Lawrence   | Victor Nelli, Jr. | 16 oktober 2009               |  |
| Betty mag een fotoreportage maken aan het gebouw van de Verenigde Naties om haar anti-malaria project "Nothing but Nets" te promoten. Maar Daniel strooit roet in het eten en Matt heeft openlijk kritiek op haar. Ondertussen heeft Amanda een nieuwe vriendin gevonden op de redactie van Mode: Helen (Kristen Johnston), de nieuwe secretaresse van Daniel. Wilhelmina probeert iemand te beschermen die haar dierbaar is en Hilda gaat Marc om advies vragen nu Justin gepest wordt op school. |                                   |                                        |                   |                               |  |
| 68 (4-03) | Blue on Blue                      | Abraham Higginbothham                  | Victor Nelli, Jr. | 23 oktober 2009               |  |
| Betty stelt alles in het werk om een nieuwtje van 'Gucci' als eerste naar buiten te kunnen brengen, met de hulp van Hilda. Maar Marc probeert haar plannen te saboteren en hij betrekt Amanda en Matt in zijn snode plannen. Daniel gaat naar een zelfhulpgroep en leert er Natalie (Jamie-Lynn Sigler) kennen, die hem meeneemt voor een avondje stappen in Manhattan. Wilhelmina vliegt ondertussen naar Bermuda, wanneer ze ontdekt dat Connor misschien daar te vinden is. |                                   |                                        |                   |                               |  |
| 69 (4-04) | The Weiner, The Bun, and The Boob | Brian Tanen                            | Wendey Stanzler   | 30 oktober 2009               |  |
| Betty is overstelpt met werk en dat heeft ook Wilhelmina gezien. Zij draagt Marc op om Betty te helpen. Betty voert voor haar artikel een onderzoek naar de ergste beroepen in New York. Om het onderzoek grondig te doen, moet ze zichzelf verkleden als hotdog en dansen in een Bollywood dansnummer. Ondertussen wordt Marc genegeerd door zijn idool, verpest Hilda de campagne van Archie, huurt Daniel een incompetente assistente in en stelt Natalie Daniel voor aan een sekteleider (Dylan Baker), die hem probeert in te palmen. |                                   |                                        |                   |                               |  |
| 70 (4-05) | Plus None                         | Cara DiPaolo                           | Paul Holahan      | 6 november 2009               |  |
| Betty voelt zich een beetje uitgesloten. Wilhelmina organiseert een etentje voor het goede doel en ze vindt niemand om ermee naartoe te nemen: Matt heeft al iemand anders gevraagd en Daniel gaat met Natalie. Ondertussen verbergt Amanda iets voor Betty. Daniel ontdekt dat zijn moeder en Cal Hartley een verleden hebben en we komen te weten wat Nico allemaal heeft uitgestoken de afgelopen jaren. |                                   |                                        |                   |                               |  |
| 71 (4-06) | Backseat Betty                    | Jon Kinally & Tracy Poust              | John Putch        | 13 november 2009              |  |
| Een oude vlam van Hilda, Bobby Talercio (Adam Rodriguez), waar ook Betty een oogje op had, geeft nu les op Justins school. Justin heeft het moeilijk om zich aan te passen op zijn nieuwe school en Marc geeft hem de raad beste vrienden te worden met de gemeenste cheerleaders, waaronder ook Ava (Bonnie Dennison). Ondertussen introduceert Daniel Amanda in zijn sekte, The Community of the Phoenix en hij geraakt steeds meer in de ban van sekteleider Bennett (Dylan Baker) en Natalie (Jamie-Lynn Sigler). Wilhelmina gaat op zoek naar geld om Nico's geheimen te bewaren. |                                   |                                        |                   |                               |  |
| 72 (4-07) | Level (7) With Me                 | Chris Black                            | John Fortenberry  | 27 november 2009              |  |
| Daniel laat de leiders van zijn sekte nu Mode Magazine leiden. Hun leider, Bennett, heeft ook aan Daniel beloofd dat hij Molly terug zal zien en dat zet Betty aan tot actie. Ze werkt samen met Claire een plan uit om hem terug de realiteit onder ogen te doen zien en krijgt daarbij onverwacht steun van Matt en Amanda. Ondertussen laat Wilhelmina zich helemaal gaan: ze kleedt zich slordig en dat doet vragen rijzen bij de media en Marc, die dieper begint te graven in Wilhelmina's privéleven. |                                   |                                        |                   |                               |  |
| 73 (4-08) | The Bahamas Triangle              | Sheila Lawrence                        | Victor Nelli, Jr. | 4 december 2009               |  |
| Op de Bahama's komt de liefdesdriehoek tussen Betty, Amanda en Matt tot een hoogtepunt. Het hotel is een droom en er verblijft zelfs een wereldster: Shakira. Betty heeft ondertussen een verschrikkelijke fotoshoot dankzij Wilhelmina. Zij komt te weten dat haar nieuwe job is ingenomen door haar vijand Penelope Graybridge (Christie Brinkley) en dat Conner nog in leven is. Marc verveelt zich een beetje op de Bahama's, tot hij Troy (Matt Newton) ontmoet. Hilda krijgt ondertussen meer en meer gevoelens voor haar oude liefde Bobby. |                                   |                                        |                   |                               |  |
| 74 (4-09) | Be-Shure                          | Gail Lerner                            | David Dworetsky   | 11 december 2009              |  |
| Terwijl Ignagio een feestmaal voorbereidt voor de feestdagen (en om indruk te maken op zijn nieuwe liefde Jean (Faith Prince)), zijn zowel Betty als Hilda bang dat ze zwanger zijn. De situatie wordt wat ingewikkelder wanneer ze beide een zwangerschapstest kopen in de winkel waar Jean werkt en Ignacio er net aan het winkelen is. Ondertussen verwelkomt Cal Hartley de vervanger van Wilhelmina, Denise Ludwig (Nadia Dajani), op de redactie van Mode. Marc wil Wilhelmina terug op haar troon krijgen, maar kan dat enkel met de hulp van Daniel. Ondertussen zoekt Claire (samen met Amanda) naar haar zoon Tyler (Neal Bledsoe), die ze lang geleden heeft afgegeven voor adoptie.                   |                                   |                                        |                   |                               |  |
| 75 (4-10) | The Passion of Betty              | David Grubstick & Chris Black          | S.J. Clarkson     | 6 januari 2010                |  |
| Betty denkt dat zij en Matt misschien te veel tijd samen doorbrengen en zoekt voor hem een afleiding. Ze organiseert voor hem een tentoonstelling van zijn werk, maar dat heeft enkele onaangename gevolgen. Troy is, tot Marcs ontzetting, helemaal verliefd geworden op hem. Hilda weet niet of ze aan Bobby moet vertellen dat ze zwanger is en Cal heeft eindelijk een vervanger gevonden voor Wilhelmina. |                                   |                                        |                   |                               |  |
| 76 (4-11) | Back in Her Place                 | Abraham Higginbotham                   | Richard Heus      | 13 januari 2010               |  |
| Betty vertelt aan Mr Z. (Fisher Stevens) over de meest verschrikkelijk week in haar hele carrière bij Mode Magazine: Wilhelmina geeft haar enkele (futiele) kleine opdrachtjes en ze wordt ook door Wilhelmina gebruikt als testpersoon voor wat make-up. Betty besluit een blog op te zetten om wat afleiding te hebben van haar werk. Daniel verdenkt Marc ervan hem te saboteren. Ondertussen legt Bobby Hilda in de watten en gaat Wilhelmina een verbond aan met Connor. |                                   |                                        |                   |                               |  |
| 77 (4-12) | Blackout!                         | Cara DiPoulo                           | John Putch        | 20 januari 2010               |  |
| Betty nodigt haar buren uit voor een karaokefeestje in haar nieuwe flat, maar nog voor het feestje kan beginnen wordt er ingebroken in haar gebouw en dat is deels haar fout. Marc heeft iets onvervangbaar verloren door de inbraak. Op de redactie van Mode is alles bij het oude: Daniel en Wilhelmina moeten weer samenwerken en dat loopt allesbehalve van een leien dakje. Amanda wil daar iets aan doen en kan de twee via een list lokken naar de praktijk van Dr. Sparks (Frank Whaley), een relatietherapeut. Ondertussen weigert Ignacio Bobby te accepteren als Hilda's vriend en een stroomonderbreking zorgt ervoor dat iedereen zijn plannen moet wijzigen.                                        |                                   |                                        |                   |                               |  |
| 78 (4-13) | Chica and the Man                 | Gail Lerner                            | Victor Nelli, Jr. | 3 februari 2010               |  |
| Wilhelmina is woest wanneer ze ontdekt dat een dragqueen haar imiteert onder de naam 'Wilheldiva Hater' (Chris Williams). Ondertussen krijgt Betty een prijs voor haar blog, wat voor spanning zorgt tussen haar en Daniel. Ze uit haar frustratie op haar blog, maar dat loopt helemaal verkeerd wanneer de nationale pers haar blog ontdekt en Daniel wordt afgeschilderd als een monster. Amanda huurt opnieuw Helen (Kristen Johnston) in, maar Wilhelmina wil dat Amanda haar weer ontslaat. Marc heeft ondertussen de leiding van een fotoshoot. |                                   |                                        |                   |                               |  |
| 79 (4-14) | Smokin' Hot                       | Brian Tanen                            | John Scott        | 10 februari 2010              |  |
| Wilhelmina probeert Betty tijdens 'Fashion Week' op een zijspoor te zetten, maar dat is buiten Daniel gerekend. Ze mag dan een minder belangrijke show organiseren en ontdekt een nieuwe ontwerper, Marisa. Ze wil haar ontdekking naar buiten brengen, maar het is Marc die met de eer gaat lopen. Ondertussen ontdekt Amanda dat Helen een uitstekende naaister is en samen proberen ze een nieuwe modelijn te ontwerpen. Ze proberen Marc en Betty te overtuigen hun collectie voor te stellen aan Wilhelmina, maar geen van de twee ziet dat zitten. Claire krijgt bezoek van haar zoon Tyler en er breekt brand uit ten huize Suarez.                                                                        |                                   |                                        |                   |                               |  |
| 80 (4-15) | Fire and Nice                     | Erika Johnson                          | John Terlesky     | 10 maart 2010                 |  |
| Om het onderzoek naar de brand te versnellen, gaat Betty uit met Jimmy (Rich Sommer), een (vervelende) brandweerman. Wilhelmina probeert een oud-vriendje van haar (Brian Stokes Mitchell) ervan te overtuigen dat ze nog altijd dezelfde 'Wanda' is van vroeger. Amanda bouwt een band op met Tyler en probeert Claire ervan te overtuigen Tyler vast in te huren als model. Ondertussen gaat Hilda op bezoek bij Bobby's ouders (Lainie Kazan & Nestor Serrano). |                                   |                                        |                   |                               |  |
| 81 (4-16) | All the World's a Stage           | Abraham Higginbotham & David Grubstick | Andy Wolk         | 17 maart 2010                 |  |
| Justin gaat helemaal op in zijn acteerlessen, gegeven door de excentrieke Lena Korvinka (Carol Kane). Hij maakt er ook snel twee nieuwe vrienden: Austin en Lily. Betty brengt een bezoekje aan de lessen en is helemaal betoverd door Zachary (Aaron Tveit) en wil een reportage maken over hem voor Mode. Maar dan vraagt Zachary haar uit en komt ze voor een moreel dilemma te staan. Ondertussen wordt Wilhelmina opgenomen in het ziekenhuis met een maagzweer, en zelfs daar blijft ze de leiding van Mode opeisen. Maar dan komt ze dankzij Roberta (Dana Ivey) tot een belangrijk inzicht: ze wil niet alleen Mode, ze wil Meade Publications.                                                           |                                   |                                        |                   |                               |  |
| 82 (4-17) | Million Dollar Smile              | Henry Alonso Myers & Chris Black       | Paul Holahan      | 24 maart 2010                 |  |
| Betty is heel blij nu haar beugel er eindelijk afgaat en kijkt al uit naar haar afspraak met Dr. Frankel (Kathy Najimy). Maar nog voor de beugels er afgaan, wordt ze bewusteloos geslagen op een fotosessie voor Mode. Ze begint te dromen en ziet hoe haar leven eruit zou zien als ze geen beugel had gehad: Hilda zou dik zijn geweest en Justin zou nooit geboren zijn, Ignacio zou een gokverslaving hebben gehad, Marc zou een kind hebben geadopteerd, Amanda zou getrouwd geweest zijn met Daniel en Betty zelf zou een knappe meid zijn geweest. Maar er zou een keerzijde zijn aan haar schoonheid: Betty zou een gemene feeks zijn geweest op de redactie van Mode en samenwerken met ... Wilhelmina. |                                   |                                        |                   |                               |  |
| 83 (4-18) | London Calling                    | David Grubstick & Sheila Lawrence      | Mark Worthington  | 31 maart 2010                 |  |
| Betty en Amanda trekken naar London om 'London Fashion Week' te coveren voor Mode. Daar lopen ze onverwacht Christina en Gio tegen het lijf. Wilhelmina probeert meer informatie los te weken uit Tyler om zo Daniel en Claire tegen te kunnen werken. Bobby vraagt zich ondertussen af waarom Justin zoveel tijd doorbrengt met Austin. |                                   |                                        |                   |                               |  |
| 84 (4-19) | The Past Presents The Future      | Jon Kinnaly & Tracy Poust              | Paul Holahan      | 7 april 2010                  |  |
| Hilda's huwelijk met Bobby komt nu wel heel dichtbij en Betty vraagt aan Daniel om samen met haar naar het huwelijk te gaan. Ignacio nodigt Elena uit en Amanda wil Marc koppelen aan haar nieuwste klant: soapster Spencer Cannon (Bryan Batt). Ondertussen vraagt Justin zich af of hij Austin zou vragen voor het feest, moet Betty een keuze maken in haar privé en professionele leven en zet Wilhelmina Tyler in als pion om Meade Publications in handen te krijgen. |                                   |                                        |                   |                               |  |
| 85 (4-20) | Hello Goodbye                     | Silvio Horta                           | Victor Nelli, Jr. | 14 april 2010                 |  |
| Betty begint een nieuw leven, en ze hoopt dat haar beslissing de goede was. Maar dan moet ze ook aan Daniel vertellen wat ze besloten heeft, en dat is moeilijker voor haar dan ze eerst dacht. Als ze dan toch al haar moed bijeen verzamelt, verrast zijn reactie haar. Justin en Bobby gaan op zoek naar een appartement in Manhattan, maar alles wat ze aanbrengen wordt door Hilda afgeschoten. Ondertussen rouwt Amanda over de dood van haar hond Halston en vraagt Marc zich af of hij ooit de ware zal tegenkomen. |                                   |                                        |                   |                               |  |